# M132

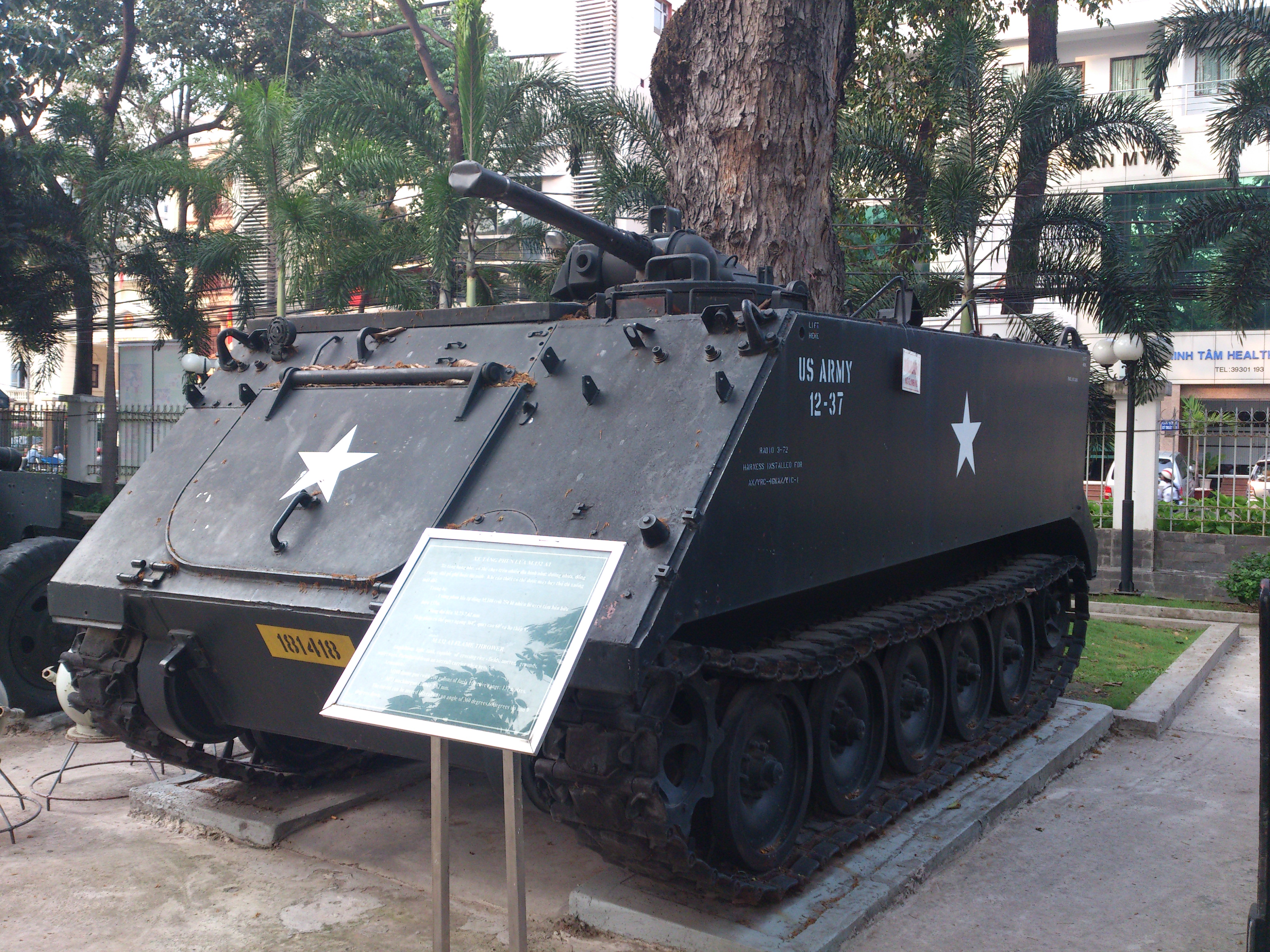

M132 Zippo («Зиппо») — американский самоходный огнемёт, созданный на базе бронетранспортёра M113. Разработан в начале 1960-х годов, использовался во время войны во Вьетнаме.

## Описание
M132 представлял собой модификацию бронетранспортёра M113, командирскую башенку которого заменили башней, вооружённой огнемётом M10-8 и 7,62-мм пулемётом M73. Башня вращалась на 360°; угол склонения вооружения составлял +55° и −15°. В десантном отделении были установлены четыре бака с огнесмесью общей ёмкостью 200 галлонов (757 л). Этой смеси хватало для ведения непрерывного огня в течение 30 секунд. Эффективная дальность метания огнесмеси составляла 150 ярдов (порядка 140 метров).
Экипаж боевой машины состоял из двух человек: оператора огнемёта и механика-водителя.

## История
Самоходные огнемёты M132 производились на заводе компании FMS в Чарлстоне, Западная Виргиния. Всего за годы производства были построены 201 машина M132 и 150 оснащённых дизельным двигателем машин M132A1. Производство было прекращено в 1965 году. M132 применялись американскими и южновьетнамскими войсками в ходе войны во Вьетнаме. Машина получила в войсках прозвище Zippo — намёк на популярную марку зажигалок.

## ТТХ модификации A1
- Боевая масса, т: 10,8
- Двигатель: General Motors 6V53
- Мощность двигателя л. с.: 212
- Трансмиссия: Allison TX-100, 3 передних, 1 задняя передача
- Тип подвески: индивидуальная торсионная
- Запас хода по шоссе, км: 480
- Скорость по шоссе, км/ч: 64
- Скорость по воде, км/ч: 5,8
- Преодолеваемый ров, см: 170
- Преодолеваемый брод: плавает